# Монтенарс
Монтенарс (італ. Montenars) — муніципалітет в Італії, у регіоні Фріулі-Венеція-Джулія,  провінція Удіне.
Монтенарс розташований на відстані близько 490 км на північ від Рима, 85 км на північний захід від Трієста, 21 км на північ від Удіне.
Населення — 543 особи (2014).
Щорічний фестиваль відбувається 18 серпня. Покровитель — святий Петро.

## Демографія
Населення за роками:

Станом на 1 січня 2023 року в муніципалітеті офіційно проживало 10 іноземців з 9 країн, серед них 4 громадяни країн Євросоюзу та 1 громадянин України.

## Сусідні муніципалітети
- Артенья
- Джемона-дель-Фріулі
- Лузевера
- Маньяно-ін-Рив'єра
- Тарченто